# ハートくん
ハートくん（2007年5月18日生）は、オスのロングコートチワワである。秋田県大館市にあるペットショップのスタッフの家で生まれたこの犬には、体に生まれつき「ハートマーク」があった。ハートくんは地元で話題になり、やがて携帯電話の宣伝起用やフォトブックの発売など、地元にとどまらない知名度と人気を得た。

## 経緯
秋田県大館市にあるペットショップ「ぷっちんDOG’S」のスタッフの家で生まれる。犬種はロングコートチワワで、3きょうだいの末子（オス）である。誕生時は体長11センチメートル、体重130グラムであった。白い毛皮のこの犬には、生まれつき左わき腹に薄い茶色の「ハートマーク」の斑点があった。1000匹以上にのぼる子犬の誕生を見てきたオーナー姉妹も、このような斑点を持った子犬と出会ったのは初めてのことであったという。同時に生まれたきょうだい犬2匹には、この斑点は存在しなかった。
ぷっちんDOG’Sは、犬好きの双子姉妹が始めたペットショップである。当初は経営に関する知識もなく、犬の飼育費用を賄うだけで手一杯であり、利益など出なかったという。
姉妹が犬の無償譲渡ボランティア活動を始めてから自分たちのペットショップを持つまでに、とりわけ力になったのは彼女たちの叔母であった。叔母は穏やかで優しく正直で、いつも笑みを絶やさない人物であった。彼女は姉妹を自分の娘のように可愛がり、ペットショップを開くときにも姉妹を気遣って毎日手伝いを欠かさなかった。しかし、叔母は末期の癌に侵され、闘病の末に死去した。叔母の死後、姉妹とペットショップには次々と転機が訪れ始めた。店の移転に始まり、やがてハートくんが誕生した。
ハートくんが生後1か月を迎えた時分から「ハートマークのチワワがいる!」と地元の話題になった。多くの人々がその姿を見に、ペットショップを訪れた。やがてハートくんのことが報道されると、日本国内だけではなく国外からも販売依頼の電話が多数入った。その中には、数十億円を提示するものまであった。
姉妹はハートくんを誰にも譲らずに、自分たちの手元で育てることに決めた。ハートくんは昼間ペットショップの看板犬を務め、夜は自宅で過ごすことになった。ハートくんを販売すれば一生遊べるだけのお金が手に入るかもしれないが、この犬が姉妹のもとに生まれてきたのは1つの奇跡であり、必ずその理由があると考えたという。そしてこの考えは姉妹の信念となり、誇りとなった。
同年、小学館はハートくんを題材としたフォトブック『ハートくんに会いたい』を発売した。ハートくんはDoCoMo携帯電話の広告や、ドワンゴからの携帯向け着信ムービーや待受画面の配信、さらにはポニーキャニオンからDVDが発売されるなどテレビ出演やボランティア活動を含むさまざまな媒体で活躍して人気と知名度を得た。
2009年8月3日には、ハートくんと同じ両親からもう1匹、ハート形の斑点を持った子犬が生まれた。子犬はオスで「ラブくん」と命名された。
ハートくんの血筋からは、同じくハート形やそれに近い形の斑点を持った子犬が何匹も生まれた。その中には、ハートくん自身がもうけた子犬も含まれている。
『ハートくんに会いたい』のあとがきには、ハートくん宛てのメッセージとして次のように記されている。
ハートくんについては、スピリチュアルカウンセラーを務める人物が姉妹に「ハート君のハートマークは『心』叔母さんの慈悲の気持ちが形になって現れたのだよ」と伝えている。多くの人々に愛されるハートくんの存在によって、姉妹は精神的に充実した日々を送っているという。